# Arménio Vieira

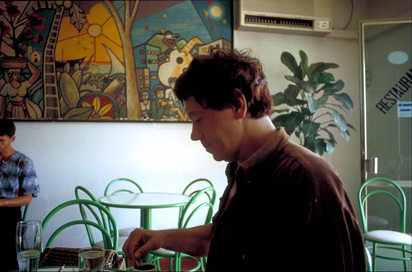
Arménio Vieira

Arménio Adroaldo Vieira e Silva (* 24. Januar 1941 in Praia, Santiago) ist ein lusophoner Schriftsteller und Journalist aus Kap Verde.

## Leben
Als aktives Mitglied der 1960er Generation wirkte er an SELÓ - folha dos novíssimos, Boletim de Cabo Verde, der Zeitschrift Vértice (Coimbra), Raízes, Ponto & Vírgula, Fragmentos, Sopinha de Alfabeto und anderen Organen mit. Er war Redakteur der mittlerweile eingestellten Zeitung Voz di Povo.
1981 veröffentlichte er sein Werk Poemas. 2009 erhielt er als erster Kapverdianer den Prémio Camões. Im Juni 2013 veröffentlichte er O Brumário und Derivações do Brumário als Beginn einer Serie „freier Verse, poetischer und sonstiger Notizen“.

## Werk
- 1981: Poemas. Gedichte. África Editora, Colecção Cântico Geral., Lissabon.
- 1998: Neuauflage. Ilhéu Editora, Mindelo.
- 1990: O Eleito do Sol. Gedichte. Edição Sonacor EP, Grafedito, Praia.
- 1999: No Inferno. Roman. Centro Cultural Português - Praia e Mindelo.
- 2006: MITOgrafias. Gedichte. Ilhéu Editora, Mindelo.
- 2009: O Poema, a Viagem, o Sonho. Gedichte. Editorial Caminho, Lissabon.
- 2013: O Brumário.
- 2013: Derivações do Brumário.
- 2014: Fantasmas e Fantasias do Brumário.

## Rezeption
Drei seiner Gedichte (Lisboa - 1971, Quiproquo sowie Ser tigre) finden sich auf der CD Poesia de Cabo Verde e sete poemas de Sebastião da Gama von Afonso Dias wieder.
| Personendaten    | Personendaten                                         |
| ---------------- | ----------------------------------------------------- |
| NAME             | Vieira, Arménio                                       |
| ALTERNATIVNAMEN  | Vieira e Silva, Arménio Adroaldo (vollständiger Name) |
| KURZBESCHREIBUNG | kap-verdischer Schriftsteller und Journalist          |
| GEBURTSDATUM     | 24. Januar 1941                                       |
| GEBURTSORT       | Praia, Santiago                                       |